# Rezerwat przyrody Piłackie Wzgórza
Rezerwat przyrody Piłackie Wzgórza – rezerwat leśny położony w województwie warmińsko-mazurskim, w gminie Pozezdrze, Nadleśnictwie Borki.
Rezerwat został powołany zarządzeniem Ministra Ochrony Środowiska i Zasobów Naturalnych z 11 maja 1989 roku. Zajmuje powierzchnię 278,02 ha (akt powołujący podawał 277,17 ha).
Ochronie poddano lasy położone na morenie czołowej o bogatej młodoglacjalnej rzeźbie.
Urozmaicona rzeźba Wzgórz Piłackich została ukształtowana w stadium pomorskim zlodowacenia bałtyckiego. Najwyższe wzniesienie w rezerwacie osiąga 210 m n.p.m., różnice wysokości sięgają 80 m, zbocza wyniesień są bardzo strome, mają nachylenie 30–40°. Morenowe wzgórza zbudowane są z piasków i żwirów zawierających głazy. W południowo-wschodniej części rezerwatu występują piaski sandrowe.
Bór mieszany zajmuje 80% powierzchni rezerwatu, tworzą go drzewostany świerkowo-sosnowe z domieszką brzozy brodawkowatej. Sosny i świerki w wieku 100 lat osiągają tu wysokość 30 m. W południowo-wschodniej części rezerwatu wykształciły się gleby rdzawe bielicowe, które pokrywa bór brusznicowy – teren ten zajmuje około 9% powierzchni rezerwatu. Około 7% powierzchni rezerwatu zajmują zespoły grądowe.
Rośliny objęte ochroną:
- widłak spłaszczony
- widłak goździsty
- pomocnik baldaszkowy
- tajęża jednostronna
- widłak jałowcowaty